# Audio Engineering Society

Logo

De Audio Engineering Society is een in de Verenigde Staten gevestigde vereniging van circa 15.000 leden, die zich op professionele wijze bezighouden met audiotechniek en verwante vakgebieden. De kern van deze binding wordt gevormd door het verzamelen en uitwisselen van theoretische en praktische kennis van en over audio en aanverwante vakgebieden. De AES kent in vele landen en lokale sectie van AES-leden. De AES is uitgever van vakliteratuur en van de Journal of the Audio Engineering Society (JAES), die tien maal per jaar verschijnt. In de JAES worden wetenschappelijke artikelen gepubliceerd uit praktisch alle landen van de wereld.